# Anchieta (Espírito Santo)
Anchieta es un municipio brasileño del estado de Espírito Santo.

## Historia
Alrededor del año 1000, los indios tapuias que habitaban el sur de Espírito Santo fueron expulsos para el interior del continente debido a la llegada de pueblos tupís procedentes de la Amazonia. El siglo XVI, cuando llegaron los primeros europeos a la región, esta era ocupada por la tribu tupi de los temiminós.
La ciudad de Anchieta tiene su origen conectado a la aldea jesuita de Iriritiba, también llamada Reritiba, término de origen tupi que significa "muchas ostras", "ayuntamiento de ostras", por la junción de los términos reri (ostra) y tyba (ayuntamiento). La aldea fue fundada por el misionero español José de Anchieta en 1561, como local de catequesis de los indios. El padre se mudó definitivamente a Reritiba en 1587, donde falleció el 9 de junio de 1597. En ese período produjo gran parte de su obra literaria y dramática.
Con la expulsión de la Compañía de Jesús de las tierras portuguesas en 1759, la aldea de Reritiba recibió el foro de villa con el nombre de Vila Nova de Benevente. Luego de la partida de los jesuitas, la villa pasó por un período de decadencia debido a la desocupación de la región por la mayoría de los nativos. En 12 de agosto de 1887, la villa fue elevada a la condición de ciudad, recibiendo un nuevo nombre: Anchieta, en homenaje al famoso santo jesuita que allí vivió y murió el siglo XVI.
La villa tomó nuevamente impulso en su economía a partir de la llegada, por el puerto de Benevente, de miles de colonos italianos entre los años de 1874 y 1895. De la villa surgieron, también, las actuales ciudades de Alfredo Chaves, Piúma e Iconha.

## Geografía
Se localiza junto a la desembocadura del río Benevente, a una latitude 20º48'21" sur y a una longitud 40º38'44" oeste, estando a una altitud de dos metros. Su población estimada en 2014 era de 27 145 habitantes. Anchieta es dividida administrativamente en tres distritos: Alto Pongal, Anchieta, Jabaquara.

## Economía
Una parte de la economía de Anchieta está basada en la agricultura familiar. Entre las principales culturas se destacan la banana, la yuca, el maíz, el arroz, el café y habichuela. La banana aparece juntamente con el café en las regiones montañosas del municipio y en las encostas de los planaltos. La habichuela, el arroz y el maíz son cultivados en las áreas de bajada, siendo el arroz del tipo irrigado.
La pecuaria también es fuerte en el municipio siendo que 68% de la producción son de leche y 32% de corte. El segundo mayor rebaño del municipio es el de cerdo seguido por otros más pequeños como el equinos, caprinos, ovinos. La pesca también ayuda a mover la economía de la ciudad. Esa actividad es realizada en el litoral del municipio o en alto-mar, en la región de Abrolhos.
La mayor receta del municipio viene de las empresas situadas en la región. La Samarco Minería S.A. es responsable por el mayor repase, que, de forma directa, es proveniente del Impuesto sobre Circulación de Mercancías y Servicios. De forma indirecta, está la recaudación a través de las empresas tercerizadas, por medio del Impuesto sobre el Servicio de Cualquier Naturaleza.
El municipio está pasando por un gran desarrollo con la implantación de un polo siderúrgico en la región. La Fábrica de Tratamiento de Gas ya fue inaugurada y está en pleno funcionamiento. Nuevos emprendimientos están previstos para el municipio, como la 4ª Fábrica de Pelotización de la Samarco Minería, la Compañía Siderúrgica de Ubu y el puerto de la Petrobras.

## Turismo
El ayuntamiento suele organizar shows gratuitos de artistas nacionales durante el verano. En octubre, el municipio organiza el Festival de Frutos del Mar. Turistas pueden visitar el Santuario de Anchieta, donde el Padre José de Anchieta vivió gran parte de su vida. Punto de llegada de turistas religiosos que hacen peregrinación a partir de Victoria.
En el verano, el gran atractivo de la ciudad es el carnaval, considerado uno de los mayores de Espírito Santo. Existen dos formas de aprovechar el carnaval anchietense, una es asociarse a uno de los bloques carnavalescos que desfilan en la Sede, otra es ir para la playa de los castellanos (considerada una de las mejores playas de Brasil). Los bloques son los mayores atractivos del carnaval de la ciudad, y los principales bloques son el Bloque del Brahmeiro, Bloque Burrinha de la Gotea y Bloque del Jaraguá, que desfilan en la sede.

## Radios
- Red Sim Anchieta (Fm 97,9) (enlace roto disponible en Internet Archive; véase el historial, la primera versión y la última).
- Radio Benevente (Fm 98,5)
- Radio Mais (Web)
- Clínica de emagrecimento em jabaquara, São Paulo Archivado el 15 de junio de 2021 en Wayback Machine.

- Datos: Q2019024
- Multimedia: Anchieta (Espírito Santo) / Q2019024